# Бахар
Баха̀рът (Pimenta dioica), наричан още пимента, е подправка, представляваща сухите неузрели плодове на растението Pimenta dioica.

## Вкус
Бахарът има сложна миризма. Той е ароматна подправка с вкус, подобен на вкуса на комбинация от канела, индийско орехче и карамфил, но по-лютив и пиперлив. Получава между 100 и 5000 единици по скалата на Сковил за лютивина (която най-често се използва за люти чушки).

## История
Христофор Колумб открива бахара в Карибите. Въпреки че е търсел пипер, той всъщност никога не бил виждал истински пипер и помислил бахара за такъв. Занесъл го в Испания, където му дали името „пимиента“, пипер на испански. Преди Втората световна война бахарът е използван повече, отколкото в наши дни. По време на войната много бахарови дървета били изсечени и производството им не се е възстановило напълно. Повечето бахар се произвежда в Ямайка, а други източници са Гватемала, Хондурас и Мексико. Ямайският бахар се смята за по-добър поради по-високото съдържание на масло, което му дава по-привлекателен вкус.

## Приготвяне
Бахарът не е смес от подправки, както си мислят много хора, които са го срещали само в смляно състояние. Той е сушен плод на растението Pimenta dioica. Плодовете се берат, докато са все още зелени и неузрели и в миналото са били сушени на слънце. Когато изсъхнат, те са кафяви и приличат на големи кафяви зърна пипер.
Бахарът се продава най-често като сушени плодове или като прах. Целите плодове са по-трайни и дават по-силен аромат, ако се смелят непосредствено преди употреба. Пресните листа също се използват там, където ги има. Те приличат на дафинов лист и се поставят в ястието по време на готвене и се отстраняват преди сервиране. За разлика от дафиновите листа, те губят много от аромата и вкуса си, когато се изсушат. Листата и дървесината често се използват за опушване на месо там, където растението е разпространено.

## Употреба
Бахарът е една от най-важните съставки в карибската кухня. Използва се за подправяне на карибската пастърма (дървесината се използва за опушване на пастърмата в Ямайка, въпреки че и подправката е добър заместител) в сосове и туршии. Използва се и в колбаси и кърита. Бахарът се използва широко във Великобритания и участва в много ястия, между които и торти. В много страни, дори и да не е популярен в домакинството, като в Германия, бахарът се използва масово от производителите на колбаси. Използва се и като основна подправка в сосовете за скара. От 17 до 19 век бахарът е бил широко използван за запазване на месо при дълги пътувания. В Скандинавия бахарът се използва като консервант за риба.
Народът вярва, че бахарът облекчава храносмилателните проблеми. За маите в Централна Америка се говори, че са го използвали за балсамиране на телата на важни личности.

## Отглеждане
Бахарът е малко храстообразно дръвче, доста подобно на лавъра по размери и форма. Може да се отглежда навън в тропиците и субтропиците в обикновена градинска почва и напояване. По-малките растения могат да бъдат убити от мраз, но по-големите са по-издръжливи. Приспособява се лесно като саксийно растение и може да се държи като такова вкъщи или в парник. Растението има на практика отделни полове, така че мъжките и женските растения трябва да се държат наблизо, за да се развият плодове.